# 주독 영국 육군
주독 영국 육군(영국 영어: British Army Germany)은 노르트라인베스트팔렌주에 본부를 두고 있는 영국 육군의 독일 주둔군이다.
2020년에 주독 영국군에서 육군을 제외한 다른 군종의 부대가 철수하고 남은 영국 육군의 독일 주둔군으로 편성하였다. 현재 남아있는 영국 육군 군인, 군무원으로 고용된 민간인들과 그들의 가족들을 행정관리하는 임무를 수행하고 있다.

## 구성
The installations consist of:
- 파더보른 노르망디 막사
  - 주독 영국 육군, 본부
  - 주독 영국 육군, 사령관
  - 독일 활성화 사무실 (GEO);
  - 주독 지원부대
  - Sennelager 훈련장
    - 지휘 및 참모 교관(Command and Staff Trainer)
    - 재병혼성 전술 교관(Combined Arms Tactical Trainer)
    - 전투준비훈련소(Combat Ready Training Centre)
- 왕립 공병대 제23수륙양용공병전대(Squadron) -  (민덴에도 주둔함).
- Exercising troops accommodation.
- 파더보른 알테론 막사(Athlone Barracks)
  - Land Readiness Fleet (Sennelager) — which provides and maintains a pool of military vehicles for units in training at Sennelager; thus units in training do not need to bring their own vehicles for the time of the exercise;
  - Exercising troops technical accommodation.
- 묀헨글라트바흐 에어셔 막사
  - Store Equipment Fleet (Germany) — store of vehicles and other equipment for exercises and operations around Europe.
- 도르스텐 울펜
  - 군수품 저장시설[2]
- 오베르스트도르프
  - 바이에른 알파인 훈련소(Alpine Training Centre Bavaria)

## 참고
1. ↑  “Deployments - Germany”. 《www.Army.mod.uk》 (영어). British Army. 2024년 12월 25일에 확인함.
2. ↑  “Munitionsdepot Wulfen”. 《www.bundeswehr.de》.